# Riau-Inseln
Die Riau-Inseln (indonesisch Kepulauan Riau) sind eine indonesische Inselgruppe vor der Ostküste Sumatras im Malaiischen Archipel.
Sie bilden, gemeinsam mit den Lingga-, den Anambas- und den Natuna-Inseln die gleichnamige Provinz Riau-Inseln (Provinsi Kepulauan Riau).

## Geografie
Die Inselgruppe liegt südlich der Straße von Singapur im Übergang des Südchinesischen Meeres in die Straße von Malakka. Nördlich der Riau-Inseln liegt Singapur und südlich davon die Lingga-Inseln.
Die größte (und östlichste) Insel des Archipels ist mit 1.866 km² Fläche Bintan, bevölkerungsreichste Insel ist Batam, auf der die gleichnamige Stadt Batam liegt, mit über 1 Million Einwohnern das wirtschaftliche Zentrum des Archipels. Weitere große Inseln sind im Westen Karimun und Kundur vor der Küste Sumatras. Dann, sich nach Osten bis südlich Singapurs erstreckend, Sugibawah und Durian Besah, Sugi, Combol und Citlim, Kapalajernih, Bulan, Rempang und Galang. Hauptort der Inselgruppe und gleichzeitig der Provinz ist Tanjung Pinang auf Bintan.

## Geschichte
Die Inseln gehörten zusammen mit Temasek (Singapur) zum Sultanat Johor. Zu Beginn des 19. Jahrhunderts rivalisierten die Niederlande mit Großbritannien und grenzten ihren Einfluss im Britisch-Niederländischen Vertrag von 1824 ab: Singapur blieb der britischen Sphäre zugeordnet, die Riau-Inseln der niederländischen. Die Inseln wurden Teil des Königreiches Riau Lingga und später von der Niederländischen Ostindien-Kompanie übernommen. Mit der Unabhängigkeit 1949 gehören sie zu Indonesien.
1989 schlug der Premierminister von Singapur, Lee Kuan Yew, ein Wachstumsdreieck SIJORI (Singapur, Johor, Riau) vor, ein entsprechendes Partnerschaftsabkommen wurde unterzeichnet. Dadurch soll die wirtschaftliche Entwicklung der Region gefördert werden, manche meinen aber auch, Singapur könne dadurch die Ressourcen, insbesondere der Riau-Inseln, noch besser ausbeuten.